# Otto Lackenmacher
Otto Lackenmacher (* 16. Mai 1927 in Saarbrücken; † 2. November 1988) war ein deutscher Maler.

## Leben
Otto Lackenmacher besuchte die Kunstschule Trier von 1941 bis 1943. In der Zeit von 1944 bis 1947 erlebte er Krieg und Gefangenschaft und konnte sein Studium von 1947 bis 1953 in Saarbrücken, unter anderem bei Frans Masereel, weiterführen.
Im Jahr 1966 liegen die Anfänge seines Radierwerkes. „Parias“, die Ausgestoßenen, heißt einer der großen Radierzyklen, die Lackenmacher in den frühen 1970er Jahren schuf, ein weiterer ist die auf 36 Kupferplatten geätzt „Hommage à Goya“. Ab 1978 wohnte Lackenmacher in dem Haus am Schloßberg 5, welches heute unter Denkmalschutz steht. Er erhielt zwei Stipendien für Aufenthalte in Paris und 1979 eines für Berlin. Von 1979 bis zu seinem Tode 1988 lebte und arbeitete er in Saarbrücken und Berlin. In Saarbrücken unterhielt er im Nauwieser Viertel einen Laden, in dem er sein Atelier eingerichtet hatte und seine Werke direkt zum Verkauf anbot.
Ausstellungen seiner Werke fanden unter anderem in Saarbrücken, München, Münster, Krefeld, Stuttgart, Homburg, Kaiserslautern, Schaffhausen, Heidelberg, Bonn, Hamburg, Paris, Ljubljana, Zürich, Berlin und Schweden statt.

## Werke
Gegen den Widerstand seiner Lehrer, die die konstruktivistische Bauhaustradition und die Abstraktion der École de Paris lehrten, zeichnete er Kriegsgefangene, Hungernde und Gebrochene. Nur Frans Masereel bestärkt ihn in seiner Malerei. Lackenmacher war Realist, ein passionierter Menschenmaler, weil er auf die Wirklichkeit reagierte und diese darstellte. Der Mensch und die Stadtlandschaft als Lebensraum seiner Figuren sind das Thema seiner Bilder. Seine Kunst stieß zeit seines Lebens auf Ablehnung, Unverständnis oder moralische Entrüstung. Er engagiert sich mit seinen Bildern als Betroffener für die Welt der Außenseiter, der Haltlosen und Verzweifelten. Leidenschaftliche Sexualität ist zu seiner Obsession geworden und allgegenwärtiger Bildinhalt.

## Druckgraphische Werke
- Kreuzberg 36. Das Haus, Berlin 1980, ISBN 3-922821-00-6.
- Alter Knacker go home. Das Haus, Berlin 1981, ISBN 3-922821-05-7.